# Maida Vale (métro de Londres)
Maida Vale est une station de la Bakerloo line du métro de Londres, en zone 2. Elle est située à Maida Vale dans la Cité de Westminster.
Son bâtiment est classé Grade II listed building.

## Histoire
La station est mise en service en pleine Première Guerre mondiale, le 6 juin 1915. À son ouverture, en raison de la pénurie de main-d'œuvre masculine, la station est la première du métro de Londres à n'employer que des femmes dans son personnel, à l'exception de celui de conducteur de train. Cette situation s'achève en 1919 en raison du retour des hommes de la guerre.

## À proximité
- Maida Vale